# Campo de Tejada
El Campo de Tejada es una comarca histórica situada entre las actuales provincias de Sevilla y Huelva. A ella pertenecen de manera indiscutida los pueblos que llevan dicha pertenencia en su propio nombre, Castilleja del Campo, Escacena del Campo y Paterna del Campo, pero también otros pueblos como Manzanilla, Villalba del Alcor, Chucena, Hinojos o Carrión de los Céspedes. 
Tras la División provincial de 1833, este territorio quedó desarticulado y dividido entre dos provincias, lo que ha llevado a adscribir los pueblos que la componían a las vecinas comarcas del Condado de Huelva y del Aljarafe. En muchos documentos de la Edad Moderna el Campo de Tejada se consideraba una parte o extensión del Aljarafe.
Hasta su desaparición en el siglo XVI, la ciudad de Tejada (Huelva) era su cabecera como lo fue del Reino de Taifa que también llevó su nombre y del distrito de Al-Basal. 
En algunos casos el término Campo de Tejada se utiliza para referirse no a la comarca histórica sino a una unidad geomorfológica y productiva formada por la llanura en la que se encontraba ubicada la propia ciudad de Tejada.